# Petersohn
Petersohn ist ein deutscher patronymischer Familienname, der vom Namen Peter hergeleitet wird (Sohn des Peter). Er ist der Familienname folgender Personen:
- Eberhard Petersohn (1928–2019), deutscher Fußballspieler
- Fritz Petersohn (1910–nach 1953), deutscher Politiker (DBD)
- Jürgen Petersohn (1935–2017), deutscher Historiker
- Karsten Petersohn (* 1957), deutscher Fußballspieler und -trainer
- Walter Petersohn (1895–nach 1934), deutscher Lehrer, Mitglied des Kurhessischen Kommunallandtags

Siehe auch:
- Peterson